# Kenneth Roane
Kenneth Abraham Roane (1900 - 1984) was een Amerikaanse jazztrompettist en -arrangeur, tevens speelde hij klarinet, saxofoon en hobo.

## Biografie
Roane groeide op in Springfield (Montana), in 1923 ging hij naar New York. Hier werkte hij vanaf de late jaren 20 als trompettist en arrangeur met o.m. Jelly Roll Morton, Cecil Scott, Fess Williams ("Hot Town“) en Lloyd Scott, In 1929 was hij actief bij Clarence Williams and His Blue Moaners ("Moanin’ Low“). Tijdens de jaren van de Grote Depressie leidde hij een eigen orkest en trad hij af en toe op in Broadway-shows. Daarnaast speelde hij met Joe Jordan, Charlie Johnson, Sammy Stewart, Sam Wooding en Wen Talbot's Harlem Symphonic Society Orchestra. Midden jaren 30 nam hij in Chicago op met Eddie Cole's Solid Swingers (tevens de eerste opnamesessie van Nat Cole), in 1939 maakte hij opnames van Haïtiaanse nummers met een band met Sidney Bechet, Willie 'The Lion' Smith, Olin Aderhold en Leo Warney.
In de jaren 40 speelde Roane bij Louis Jordan, 'Kansas City' Jimmy Smith and His Sepians (met o.m. Sammy Price en zangeres Nora Lee King), Noble Sissle, Buddy Johnson, Claude Hopkins en Basil Spears. In de jazz was hij tussen 1927 en 1950 betrokken bij 17 opnamesessies, waaronder een met zanger Tom Fletcher. Hij componeerde "Roane’s Idea“. In latere jaren gaf hij o.m. les.